# 查爾瓦科查湖
12°00′032″S 75°43′28″W / 12.00889°S 75.72444°W
查爾瓦科查湖（Chalhuacocha），是秘魯的湖泊，位於該國中部胡寧大區的豪哈省，處於利亞克薩科查湖和曼卡科查湖東北面、維拉維查山以北，海拔高度4,331米。